# Temnora rattrayi
Temnora rattrayi là một loài bướm đêm thuộc họ Sphingidae. Loài này có ở forests in Congo và Uganda.
Chiều dài cánh trước khoảng 16 mm đối với con đực và 17–21 mm đối với con cái. 

## Phân loài
- Temnora rattrayi rattrayi
- Temnora rattrayi hassoni Cadiou, 2003 (Democratic Republic of the Congo)